# Twilight Time
Twilight Time ist ein R&B-/Pop-Song aus dem Jahr 1944. Es ist eines der wenigen englischsprachigen Stücke, die durch zwei Interpreten zum Millionenseller geworden sind. Am bekanntesten ist heute die 1958 erschienene Version der Vokalgruppe The Platters.

## Entstehungsgeschichte

Three Suns - TwilightTime

Das 1939 gegründete Gesangstrio The Three Suns (bestehend aus den Brüdern Al Nevins (Gitarre) und Morty Nevins (Orgel) sowie dem Cousin Artie Dunn (Akkordeon)) hatte erst im Juli 1944 seinen ersten Charterfolg mit Long Ago (And Far Away) (US # 16). Es folgte die im Januar 1944 aufgenommene und im August 1944 veröffentlichte Single How Many Hearts Have You Broken mit der B-Seite Twilight Time (Hit Records #7092), wobei sich die B-Seite eigenständig auf Platz 14 in der Pop-Hitparaden platzierte. Ursprünglich als Instrumentaltitel vorgesehen, fügte der Komponist und Produzent Buck Ram dem Stück noch einen Text hinzu. Der romantische Song verkaufte sich gut und erreichte 1945 Millionensellerstatus, 1950 hatte die Originalfassung bereits die Vier-Millionen-Grenze überschritten.

## Coverversionen
Schon kurz nach der Veröffentlichung des Originals erschien im November 1944 eine Instrumentalversion vom Les Brown Orchestra als B-Seite des Klassikers Sentimental Journey (gesungen von Doris Day). Während die A-Seite für 9 Wochen Platz eins belegte, erreichte die B-Seite mit der Instrumentalversion von Twilight Time Rang 16. Im Januar 1945 brachte Decca Records ein Cover von Teddy Walters (mit dem Jimmy Dorsey Orchestra) heraus, und im Mai 1953 erschien eine ungewöhnliche Fassung des Honky-Tonk-Pianisten Johnny Maddox, die Platz 21 der Charts erreichte. Es existiert auch eine deutsche Fassung mit dem wörtlich übersetzten Titel Dämmerzeit vom April 1952, gesungen von Lale Andersen mit dem Orchester Cedric Dumont des Schweizer Landessenders Beromünster.

## Erneuter Millionenseller

Platters - Twilight Time

Am bekanntesten ist heute die Version der schwarzen Vokalgruppe The Platters, die den Song im März 1958 herausbrachte. Buck Ram, inzwischen Manager und Produzent der Platters, gab dem Song eine erneute Chance. In deren Version gelangte Twilight Time erstmals an die Spitze der Pop- und R&B-Charts und verkaufte zunächst über zwei Millionen Exemplare. Es war der dritte Nummer-eins-Hit der Platters. Die Single wurde als 45 rpm- und 78 rpm-Platte angeboten, wobei Angaben des Platters-Labels Mercury Records zufolge 98 % der Käufer sich für die 45-rpm-Single entschieden hatten. Deshalb kam es nicht überraschend, dass Mercury in der Billboard-Ausgabe vom Juni 1958 als erste Plattenfirma ankündigte, die Produktion von 78 rpm-Singles einzustellen.

## Statistik
BMI zufolge existieren von Twilight Time 20 Versionen und bei ASCAP nochmals 32, darunter Fassungen von José Feliciano (LP Just Wanna Rock ’n’ Roll; September 1975), Willie Nelson (LP What a Wonderful World; September 1988) oder John Fahey (LP Old Girlfriends and Other Horrible Memories; Mai 1992).
Insgesamt hat der Song mit seinen Versionen einen Plattenumsatz von über zehn Millionen Exemplaren erreicht und gehört dem BMI zufolge zu den am meisten aufgeführten Songs des BMI-Repertoires mit über vier Millionen dokumentierter Aufführungen. Das Stück wurde mit einem BMI-Award ausgezeichnet.